# Ici Poitou
 (décembre 2017).
Ici Poitou, anciennement France Bleu Poitou, est l'une des stations de radio généralistes du réseau Ici de Radio France. Créée le 19 novembre 2001, elle  a pour zone de service les départements de la Vienne et des Deux-Sèvres. Elle peut également être reçue dans une partie du département de la Vendée ainsi que dans l'extrême-nord des départements de Charente et de Charente-Maritime, ces deux départements étant desservis par France Bleu La Rochelle.

## Historique
Le 2 novembre 2015, France Bleu Poitou a inauguré le bureau de son reporter en résidence à Niort dans les Deux-Sèvres .

## Équipes locales
La direction de France Bleu Poitou encadre une équipe d'une trentaine de journalistes, animateurs radio, techniciens, chargées d'accueil...

### Direction
- Directeur : Régis Hervé
- Responsable des programmes : Frédéric Bélot
- Responsable technique : Marie-Ange Capitani
- Rédacteur en chef : Vincent Hulin

## Programmation
Les programmes régionaux de France Bleu Poitou sont diffusés en direct de 6 h à 12 h 8 et de 16 h à 19 h du lundi au vendredi, et de 7 h à 12 h 30 le week-end. Les programmes nationaux du réseau France Bleu sont diffusés le reste de la journée et la nuit.
Parmi les décrochages spécifiques au Poitou figurent les différentes éditions du journal et de la météo locale, les émissions La nouvelle scène ou Le grand agenda de Bleu Poitou ainsi que les chroniques Nom de noms, La balade poitevine' ou Les petits Poitevins.[pertinence contestée]

## Diffusion
France Bleu Poitou diffuse ses programmes sur la bande FM via les fréquences d'émissions suivantes :
- Vienne / Deux-Sèvres : 106,4 MHz (émetteur de Saint-Martin-du-Fouilloux)
- Poitiers : 87,6 MHz
- Châtellerault : 103,3 MHz
- Niort : 101,0 MHz

A noter que 3 d'entre elles (Poitiers, Châtellerault et Niort) sont d'anciennes fréquences du Mouv', rendues en 2000 suite au Plan Bleu initié par Radio France pour redistribuer les fréquences rurales du Mouv' au profit du réseau France Bleu.
En 2022, France Bleu Poitou obtient deux nouvelles fréquences dans les Deux-Sèvres : Bressuire (104.1) et Thouars (97.2). En 2024, elle arrive à Montmorillon (102.8) et Saint-Maixent-l'École (106.2).
Depuis mai 2022, France Bleu Poitou diffuse en DAB+ dans le multiplex "Poitiers Étendu" (canal 9C, fréquence 206.352 MHz) à Poitiers, Châtellerault et Niort.